# Миливое Блазнавац
Миливое Петрович Блазнавац (на сръбски: Миливоје Петровић Блазнавац) е сръбски военен и политически деец от XIX век, регент и министър-председател в първите години от управлението на княз Милан Обренович (1868 – 1873).

## Биография
Миливое Блазнавац се издига по времето на княз Александър Караджорджевич. През 1848 година, три години след постъпването си в армията, е назначен за адютант на княза. През същата година, по време на Унгарската революция, Блазнавац води сръбски доброволци в боевете с унгарците във Войводина. По-късно посещава военно училище в Мец, изпълнява дипломатически мисии и ръководи отдел в министерството на вътрешните работи. През 1858 година Александър Караджорджевич е свален от Скупщината. Завърналият се на престола Милош Обренович интернира Блазнавац в родното му село (в община Топола).
През 1865 година, при управлението на княз Михаил Обренович, Блазнавац е поставен начело на военното министерство на Сърбия. Ръководи превъоръжаването на сръбската армия в подготовка за война с Османската империя. Като част от тази подготовка (и плановете за съчетаване на бъдеща сръбско-турска война с въстание в българските земи) Блазнавац съдейства за свикването на Втората българска легия в Белград, по-късно поддържа връзки с Панайот Хитов, Любен Каравелов и други български революционери.
След убийството на Михаил (май 1868) Блазнавац еднолично обявява за наследник малолетния Милан Обренович. Благодарение на контрола си върху армията налага това решение на Скупщината и е назначен за първи регент (другите са Йован Ристич и Йован Гаврилович). До 1872 година, когато Милан навършва пълнолетие, Блазнавац разполага с почти пълна власт в страната. След това до смъртта си е министър-председател и министър на войната.